# 睡環宇海龍
睡環宇海龍（学名：Cosmocampus elucens），为輻鰭魚綱棘背魚目海龍魚科的其中一種，分布於西大西洋區，從美國北卡羅來納州、墨西哥灣、加勒比海至蘇利南海域，體長可達15公分，棲息在水淺的海草床，卵胎生。